# Прокульянцы
Прокульянцы (прокулианцы, прокуланы) (лат. proculiani) — школа римских юристов (Помпоний называл её сектой, Гай — школой), основателем которой считается Лабеон.

## Виднейшие представители
По перечню Помпония, к прокульянцам принадлежали: Нерва-отец, Прокул, Нерва-сын, Лонгин, Пегаз, Цельсы (отец и сын), Нераций. Большинство сведений о прокульянцах дал Гай, который принадлежал к их противникам сабинианцам.
Виднейший представитель школы — Прокул, юрист середины I века, дал имя школе. Сведений о его жизни нет, а суждения о нём сейчас можно найти в небольшом количестве (179) отрывков из его трудов («Epistolae» и других, неизвестных по названию), помещенных в Дигестах. Из них можно лишь видеть, что, следуя в общем Лабеону, Прокул иногда расходился со своим учителем и, может быть, благодаря этому точнее и последовательнее его формулировал основные принципы школы.

## Соотношение с сабинианцами
Установить основные различия по дошедшим до нас контроверзам (спорам) между прокульянцами и их противниками сабинианцами, трудно, так как все эти контроверзы касаются частных случаев, а не общих вопросов.
Тем не менее известно, что такое деление юристов (хотя и не всех) на сабинианцев и прокулианцев существует вплоть до царствования Адриана.
Различие этих направлений можно вывести из их характеристики Помпонием. Говоря о двух родоначальниках этих школ, он указывает, что Лабеон, являясь в политике республиканцем-консерватором, в области права был представителем новаторства (лат. plurima innovare instituit — «установил много нового»), меж тем как Капитон, сторонник нового государственного режима, в области юриспруденции был представителем и защитником старины (лат. in his, quae ei tradita fuerant, perseverabat — «упорствовал в том, что было ему передано правовой традицией»). Из этого можно, как будто, заключить, что школа прокулианцев была школой прогрессивной, а школа сабинианцев — консервативной.
Есть и другие мнения. Некоторые учёные относятся к этому толкованию скептически: по их мнению рассмотрение отдельных контроверз, существовавших между последователями разных школ, едва ли способно подтвердить мысль о большей прогрессивности или консервативности той или другой школы. Взамен этого были высказаны некоторые другие предположения: по мнению Кунтце, противоположность между школами сводилась к противоположности между идеализмом и натурализмом в праве; по мнению Карлова, прокулианцы были представителями национальных начал в праве, а сабинианцы — начал общенародных, перегринских.
Другие (Бремер, Пернис и др.) утверждают, что различие школ объясняется просто различием двух юридических училищ права, из которых одно переходило по преемству от Прокула, другое от Сабина: у юристов, получивших образование в одной и той же школе (statio), естественно вырабатывались и сохранялись одинаковые мнения по отдельным спорным вопросам.
Возможно также, что противоположность школ приурочивалась к внешнему моменту, обучению праву в известном месте как постоянном местопребывании данных учителей права.
Тем не менее, традиционным воззрением остаётся то, по которому прокульянцы в качестве последователей Лабеона представляли прогрессивный элемент в юриспруденции, стремившийся к расширению часто узких форм старого права в интересах новой жизни, в противоположность сабинианцам.
Кроме знаменитой контроверзы о спецификации, можно в действительности указать несколько решений, характеризующих прокулианцев с традиционной точки зрения. Они, например, стремились расширить понятие вещей nec mancipi с целью ограничения области действия формальной манципации, расширяли права перегринов, сближая их с римскими гражданами, старались смягчить положение необходимого наследника, обязанного вступить в обладание наследством и против воли, ослабить некоторые действия формальных ограничений свободы завещаний и т. д.
Последовательному проведению характеристики различий препятствует разногласие между современными юристами относительно того, что следует понимать под прогрессивными и консервативными течениями в юриспруденции, а также потому, что в последующей римской юриспруденции следы различия школ исчезли.